# Mistaria leucopyga niangarensis
Mistaria leucopyga là một phân loài nhện trong họ Agelenidae.
Loài này thuộc chi Mistaria. Mistaria leucopyga niangarensis được Roger de Lessert miêu tả năm 1927.